# آسیب‌های چشمی در جریان اعتراضات ۱۴۰۱ در ایران
طبق برآوردهای محافظه‌کارانه‌ای که توسط چشم‌پزشکان در آبان ۱۴۰۱ گزارش شد، ۵۸۰ مورد تأیید شده از آسیب‌های جدی چشمی در جریان اعتراضات «زن، زندگی، آزادی» در سال ۱۴۰۱ که به دنبال مرگ مهسا (ژینا) امینی در ون گشت ارشاد آغاز شد، وجود داشته است. احتمالاً تعداد واقعی آسیب‌دیدگان بسیار بیشتر است. گستردگی جغرافیایی آسیب‌های چشمی در سراسر کشور و تعداد موارد گزارش شده، نشان‌دهنده ماهیت سیستماتیک این حملات است.

## استفاده از پرتابه‌های ضربه‌ای جنبشی
پرتابه‌های ضربه‌ای جنبشی (KIPs) که به نام‌های گلوله‌های باتون یا گلوله‌های لاستیکی/پلاستیکی نیز شناخته می‌شوند، پرتابه‌های غیرکشنده‌ای هستند که توسط پلیس ضد شورش برای کنترل جمعیت استفاده می‌شوند. KIPs به عنوان سلاح‌های غیرکشنده یا کمتر کشنده به بازار عرضه می‌شوند که برای متفرق کردن جمعیت بدون ایجاد زخم‌های نفوذی استفاده می‌شوند. با این حال، هنگامی که به‌طور نامناسب و بی‌هدف شلیک شوند، می‌توانند باعث آسیب‌هایی شوند که منجر به ناتوانی مادام‌العمر یا حتی مرگ می‌شود. نمونه‌هایی از KIPs شامل گلوله‌های لاستیکی یا پلاستیکی، گلوله‌های کیسه لوبیا، گلوله‌های اسفنجی (گلوله‌هایی با دماغه/نوک نرم‌تر برای محدود کردن ضربه) یا گلوله‌های ساچمه‌ای یا ساچمه‌ای هستند. ابوالفضل آدینه‌زاده، پسر ۱۷ ساله‌ای که به اعتراضات «زن، زندگی، آزادی» پیوسته بود، یکی از نمونه‌های بسیاری از معترضان در ایران است که در نتیجه شلیک از فاصله نزدیک KIPs کشته شده‌اند. مواردی نیز گزارش شده است که در آن معترضان یا در اثر اصابت مستقیم گاز اشک‌آور کشته شده‌اند یا یک چشم خود را از دست داده‌اند. ابوالفضل امیرعطایی، پسر ۱۶ ساله‌ای که در ۳۱ شهریور ۱۴۰۱ به اعتراضات پیوسته بود، از فاصله نزدیک با یک کپسول گاز اشک‌آور مستقیماً به سرش شلیک شد و باعث آسیب فاجعه‌باری به یک طرف جمجمه و مغز او شد. پس از ۸ ماه در حالت نباتی، امیرعطایی در ۶ خرداد ۱۴۰۲ تسلیم جراحات خود شد. عفو بین‌الملل مروری بر سوء استفاده از KIPs انجام داد و نمونه‌هایی را در ۳۰ کشور مختلف از آسیب‌های بی‌دلیل وارده به معترضان از سوی پلیس ضد شورش پیدا کرد. آسیب‌های چشمی در اعتراضات شیلی به حدی گسترده بود که در آن زمان توسط انجمن چشم‌پزشکی شیلی تخمین زده شد که این بالاترین تعداد موارد ثبت شده در سطح جهان است.

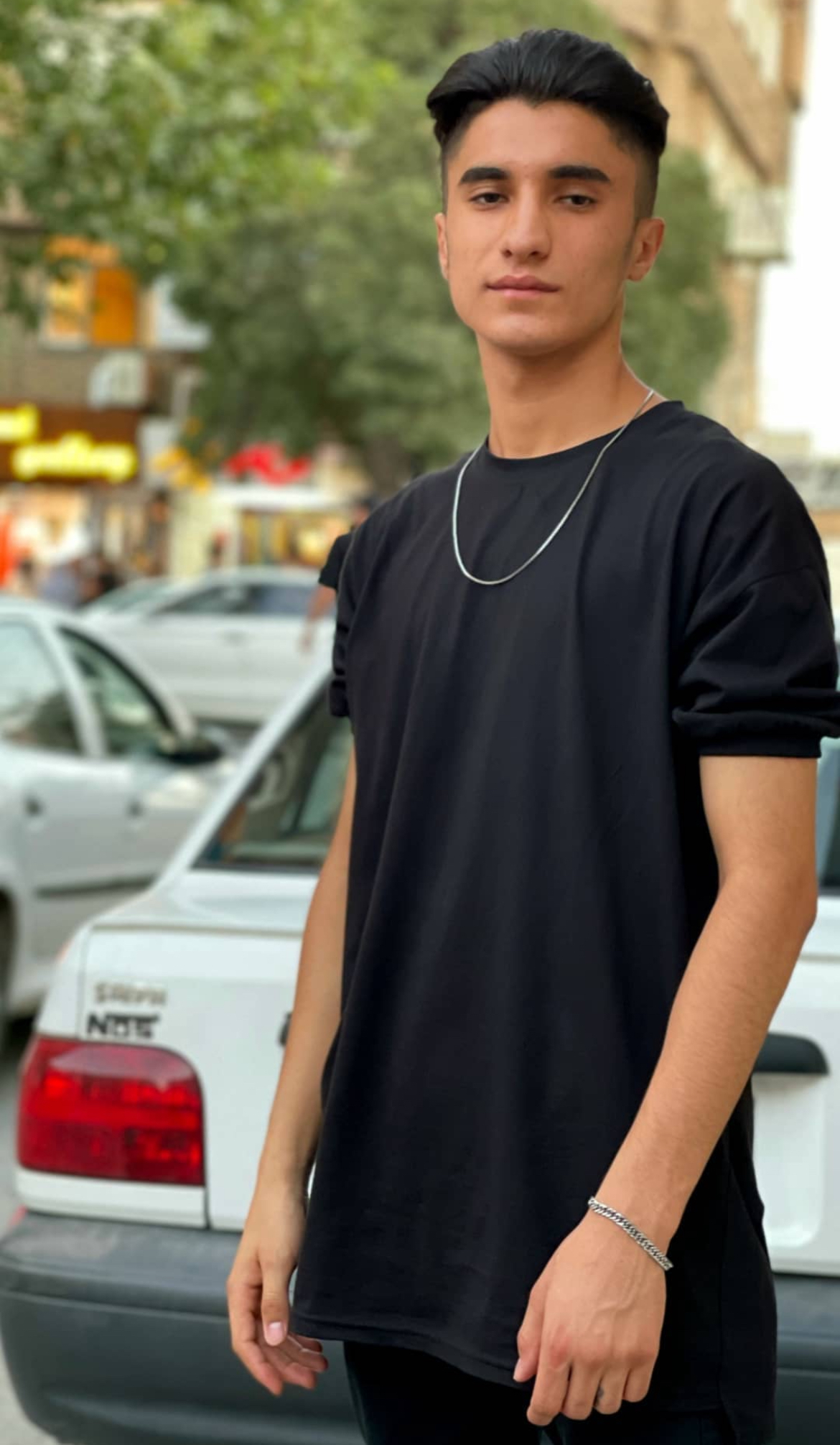

متین حسنی AAO خواستار پایان استفاده از KIPs علیه معترضان شده است، همان‌طور که پزشکان برای حقوق بشر و همچنین عفو بین‌الملل این کار را انجام داده‌اند.

### استفاده تاریخی از پرتابه‌های ضربه‌ای جنبشی علیه معترضان در ایران
اعتراضات سال ۱۴۰۱ اولین باری نبود که آسیب‌های چشمی در داخل ایران گزارش می‌شد. معترضان دیگری، مانند کوروش کیا (۲۱ ساله در آن زمان) در اعتراضات سال ۱۳۹۷ ایران در کرج شرکت کرده بودند، جایی که در مرداد ۱۳۹۷ با یک تفنگ پینت‌بال مستقیماً به صورتش شلیک شد و در نتیجه چشم راست او آسیب جبران‌ناپذیری دید. سال بعد، متین حسنی هنگام شرکت در تظاهراتی در بوکان در آبان ۱۳۹۸ با تفنگ ساچمه‌ای مورد اصابت گلوله قرار گرفت. او آسیب دائمی به چشم چپ خود وارد کرد. بعداً، پزشکان اصفهان در پی اعتراضات آبان ۱۴۰۰ از ۴۰ مورد پذیرش آسیب‌های چشمی در یک روز سرکوب پلیس علیه معترضان مسالمت‌آمیز خبر دادند. تعداد واقعی آسیب‌های چشمی در طول اعتراضات مشخص نیست.

## جنایت علیه بشریت
ماده ۷ اساسنامه رم که بر اساس آن دیوان کیفری بین‌المللی تأسیس شده است، جنایات علیه بشریت را تعریف می‌کند. این تعریف شامل موارد زیر است:
«سایر اعمال غیرانسانی با ماهیت مشابه که عمداً باعث رنج بزرگ یا آسیب جدی به بدن یا سلامت روانی یا جسمی می‌شود.» - ماده ۷ اساسنامه رم، بخش 2 (1) (k). « «حمله علیه هر جمعیت غیرنظامی» به معنای یک سلسله اقدامات شامل ارتکاب مکرر اعمال مذکور در بند ۱ علیه هر جمعیت غیرنظامی، طبق یا در جهت پیشبرد یک سیاست دولتی یا سازمانی برای انجام چنین حمله‌ای است.» - ماده ۷ اساسنامه رم، بخش 2 (1) (الف).
سازمان غیردولتی مستقر در نروژ، حقوق بشر ایران (IHRNGO)، ۱۳۸ مورد خاص از آسیب‌های چشمی را در شهرهای مختلف ایران تأیید کرد تا بر ماهیت سیستماتیک این آسیب‌ها علیه معترضان غیرمسلح تأکید کند. گزارش‌های دست اول از لیزر روی صورت معترضان قبل از تیراندازی، بر قصد هدفمند آسیب رساندن به چشم‌ها تأکید می‌کند. در حالی که مجروحان در شیلی و ایالات متحده تا حدودی (البته محدود و پراکنده) در طرح پرونده‌های خود به دادگاه موفق بوده‌اند، کسانی که در ایران هستند، بدون تهدید و تلافی قادر به تشکیل پرونده نبوده‌اند. خانواده‌های معترضان کشته‌شده که تلاش کرده‌اند از طریق سیستم قضایی در داخل ایران به دنبال عدالت باشند، بارها تهدید یا بازداشت شده‌اند. در ژوئیه ۲۰۲۳، خواهر معترض کشته‌شده میلاد سعیدیانجو، زهرا سعیدیانجو برای دومین بار در چهار ماه بازداشت شد. در اوایل سال جاری، زهرا نیز در رابطه با فعالیت‌هایش در جهت عدالت‌خواهی برای برادرش از کار اخراج شده بود. بنابراین پیگیری عدالت در داخل ایران عملاً غیرممکن است.
«معترضان مجروح، به ویژه آنهایی که در اثر جراحات شدید چشمی بینایی خود را از دست داده‌اند، توضیح دادند که می‌ترسند جراحاتشان به وضوح آنها را به عنوان مخالفان نشان دهد و بتواند به عنوان مدرکی دال بر مشارکت آنها در اعتراضات استفاده شود. معترضی که یک چشمش نابینا شده بود اظهار داشت که شکایت رسمی او معادل امضای حکم محکومیت خودش خواهد بود. در بسیاری از موارد، معترضان مجروحی که در مورد جراحات خود صحبت کردند یا خواستار عدالت شدند، از جمله از طریق پست‌های رسانه‌های اجتماعی، توسط مقامات مورد آزار و اذیت قرار گرفتند، از جمله احضار و دستگیری. در برخی موارد، قربانیانی که در مورد جراحات خود صحبت می‌کردند، به اتهاماتی مانند «تبلیغ علیه نظام» تحت تعقیب قرار گرفتند و محکوم شدند. معترضی که نابینا شده بود و داستان خود را در شبکه‌های اجتماعی منتشر کرده بود، دستگیر شد و از او خواسته شد که دوباره پست کند و بگوید که در واقع توسط اعضای سازمان‌های تروریستی مجروح شده است.» - یافته‌های تفصیلی، هیئت حقیقت‌یاب مستقل سازمان ملل در ایران (A/HRC/55/CRP.1)، صفحه ۱۷۰، بند 163.
نظام قضایی جمهوری اسلامی قانون قصاص یا تلافی/ قصاص را اعمال می‌کند. مهدی موسویان که در ۳۱ دسامبر ۲۰۱۷ در رابطه با اعتراضات بازداشت شد، متهم و محکوم به پرتاب سنگ شد که باعث نابینایی یک پلیس از یک چشم شد. قوه قضاییه موسویان را به قصاص محکوم کرد، به این معنی که اگر ۱۴ میلیارد تومان (~ ۲۸۰۰۰۰ دلار آمریکا) جریمه نپردازد، مجازات او شامل تخلیه چشم او خواهد بود. آزادی موسویان از زندان در ۳۱ می ۲۰۲۴ اعلام شد. اگر این حکم اجرا می‌شد، می‌توانست زمینه‌ای برای پیگرد قانونی کسانی باشد که دچار آسیب‌های چشمی شده‌اند.
ایران عضو اساسنامه رم نیست و این امر یک چالش قانونی را در مسیر عدالت‌خواهی برای مردم ایران ایجاد می‌کند، با این حال، وکلای حقوق بشر به‌طور فعال در حال پیگیری سازوکارهایی برای عدالت هستند. در ۲۴ نوامبر ۲۰۲۲، شورای حقوق بشر سازمان ملل متحد قطعنامه‌ای را برای ایجاد یک هیئت حقیقت‌یاب بین‌المللی مستقل (FFM) در مورد وخامت وضعیت حقوق بشر در جمهوری اسلامی ایران، به ویژه در رابطه با زنان و کودکان تصویب کرد. در ۱۸ مارس ۲۰۲۴، FFM یافته‌های خود را به دفتر کمیساریای عالی حقوق بشر سازمان ملل متحد (OHCHR) در پنجاه و پنجمین نشست مجمع عمومی گزارش کرد. FFM در گزارش خود، بر اساس اطلاعات ارائه شده به آنها، نتیجه گرفت که دولت ایران حقوق بشر را نقض کرده و مرتکب اعمالی شده است که در واکنش به اعتراضات سال ۲۰۲۲ «زن، زندگی، آزادی» به جنایت علیه بشریت می‌انجامد.
FFM در یافته‌های خود تصریح کرد:
«این هیئت همچنین استفاده از سلاح و مهمات را به روش‌های کمتر کشنده بررسی کرد. بر اساس گزارش‌های شورای عالی حقوق بشر جمهوری اسلامی ایران، معترضان خسارات گسترده‌ای به اموال خصوصی و اماکن عمومی و مذهبی وارد کردند. این هیئت برخی از ادعاهای تخریب اموال را تأیید کرد، اما دریافت که حتی استفاده از نیروی به اصطلاح کمتر کشنده، مانند گاز اشک‌آور یا ماشین‌های آب‌پاش، به دلیل تأثیر بی‌رویه آنها بر معترضان، به ویژه معترضان مسالمت آمیز، نامتناسب بوده است. علاوه بر این، در حالی که پرتابه‌های ضربه‌ای جنبشی، مانند گلوله‌های لاستیکی، به عنوان کمتر کشنده طبقه‌بندی می‌شوند، مهماتی که چندین گلوله لاستیکی را در یک شلیک شلیک می‌کنند، منجر به آسیب‌های چشمی و نابینایی معترضان و رهگذران می‌شود.» - گزارش FFM به OHCHR در پنجاه و پنجمین مجمع عمومی (A/HRC/55/67)، صفحه ۵، بند 27.
«این هیئت الگویی از آسیب‌های چشمی معترضان و رهگذران، از جمله زنان و کودکان را ایجاد کرد که منجر به از دست دادن جزئی یا کامل بینایی آنها شد و بر سلامت جسمی و روانی آنها و در مورد کودکان، تحصیلات آنها تأثیر گذاشت. شاهدی که بینایی یک چشم خود را از دست داده بود، به یاد آورد که یکی از اعضای نیروهای امنیتی از فاصله ۱ متری یک تفنگ پینت‌بال پر از گلوله‌های لاستیکی را به سمت سر گرفته بود. این هیئت به اثر بازدارنده و ترسناک چنین جراحاتی اشاره می‌کند، زیرا آنها قربانیان را برای همیشه مشخص می‌کنند و اساساً آنها را به عنوان معترض «برند» می‌کنند. در شرایطی که اعتراضات عملاً جرم‌انگاری می‌شود، این هیئت قانع شده است که چنین اثری در نظر گرفته شده بود.» - گزارش FFM به OHCHR در پنجاه و پنجمین مجمع عمومی (A/HRC/55/67)، صفحه ۵، بند 29.
«علاوه بر ایجاد درد شدید جسمی و رنج و ویرانی روانی، هیئت به اثر بازدارنده و ترسناکی که جراحات، به ویژه نابینایی، بر معترضان دارد، اشاره می‌کند. هیئت نمایندگی از این که چنین اثری در نظر گرفته شده بود، راضی است. یک زن معترض، که بینایی یک چشم خود را از دست داده بود، استفاده از زور توسط نیروهای امنیتی را یک اقدام عمدی برای ارعاب معترضان توصیف کرد. او خاطرنشان کرد که جراحات وارده به معترضان نه تنها بر آنها بلکه بر خانواده‌ها و اطرافیانشان نیز تأثیر گذاشته است. او گفت: «یک معترض مجروح به معنای یک نفر کمتر در خیابان است.» یکی دیگر از زنان معترض توصیف کرد که چگونه استفاده از زور با هدف ارعاب انجام شده است و گفت: «این کار برای ایجاد ترس در جامعه است. به تو شلیک می‌شود و فریاد می‌زنی و مردم پیام را دریافت می‌کنند.» - یافته‌های تفصیلی، FFM (A/HRC/55/CRP.1)، صفحه ۱۳۶، بند 489.
«این هیئت مشخص کرد که معترضان و رهگذران، از جمله کودکانی که به آنها شلیک شده است، از جمله با گلوله‌های ساچمه‌ای و لاستیکی، در طول اعتراضات دچار آسیب‌های ناتوان‌کننده، شدید و دردناک شدند که منجر به ناتوانی‌هایی مانند نابینایی شد. نظر کارشناسی در مورد تأثیر فیزیکی مهماتی مانند ساچمه و سلاح‌های کمتر کشنده که توسط هیئت مأمور شده است، بر آسیب‌ها و ناتوانی‌های برگشت‌ناپذیری که می‌تواند از استفاده آنها ناشی شود، تأکید کرد. در رابطه با پرتابه‌های ضربه‌ای جنبشی به‌طور خاص، این گزارش به کبودی و پارگی پوست، کوفتگی و شکستگی استخوان و عضله، خونریزی داخلی، نفوذ به کبد، قلب و کلیه که می‌تواند منجر به نارسایی اندام یا مرگ شود و آسیب‌های عصبی عروقی اشاره کرد. آسیب‌های وارده به سر می‌تواند منجر به سکته‌های خونریزی دهنده و ناتوانی دائمی شود، در حالی که آسیب‌های چشمی می‌تواند منجر به از دست دادن دائمی بینایی شود، با توجه به اندازه بزرگ پرتابه در برابر ساختار استخوانی شکننده و بافت‌های نرم چشم. در این گزارش همچنین آمده است که گلوله‌های فلزی که معمولاً گلوله‌های شکاری هستند، «بدون شک در فاصله نزدیک کشنده هستند» و ظرفیت بالستیک برای نفوذ به برخی از اندام‌ها، از جمله چشم‌ها را دارند که باعث نابینایی می‌شوند.» یافته‌های تفصیلی، FFM (A/HRC/55/CRP.1)، صفحه ۱۵۵، بند 559.

## مرگ و میرهای علنی شده
همانند تعداد افرادی که در اثر KIPs دچار آسیب‌های چشمی شده‌اند، تعداد واقعی کسانی که تسلیم جراحات خود شده‌اند یا پس از آسیب‌دیدگی فوت کرده‌اند ممکن است هرگز مشخص نشود. گزارش‌ها موارد کمی را برجسته کرده‌اند که خانواده‌ها داستان‌های عزیزانشان را به اشتراک گذاشته‌اند.

### محمد آزاد
محمد آزاد، در زمان آسیب دیدگی ۴۶ ساله بود، در آبان ۱۴۰۱ در تظاهرات در تهران شرکت کرده بود که چشم راست او به شدت مجروح شد و متعاقباً تخلیه شد. آزاد پس از مجروحیت با فشار شدید مالی و اجتماعی مواجه شده بود. روز شنبه ۱۷ شهریور ۱۲۰۳ مرگ او در اثر ایست قلبی توسط همسرش از طریق اینستاگرام اعلام شد. او همسر و دو فرزندش را از خود به جای گذاشت.

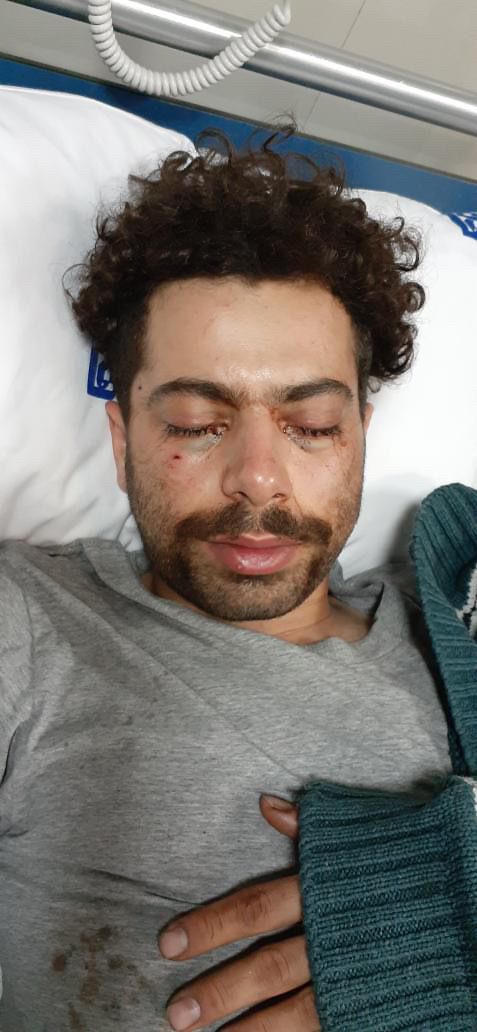

### محمد حسین عرفان
محمدحسین عرفان که در زمان آسیب دیدگی ۲۴ ساله بود، هنگام شرکت در اعتراضات آبان ۱۳۹۸ در کرج مورد اصابت گلوله قرار گرفت. او با یک تفنگ ساچمه‌ای به صورتش شلیک شده بود که منجر به کوری کامل در چشم چپش و تنها ۳۰ درصد بینایی در سمت راستش شد. شاهدان می‌گویند، با وجود جراحات وارده از سال ۱۳۹۸ و تأثیرات مداوم آنها، عرفان در اعتراضات «زن، زندگی، آزادی» در سال ۱۴۰۱ شرکت کرد و حتی در آن زمان به مجروحان در خیابان‌ها آرامش و راهنمایی می‌داد.
عرفان در ۳۰ بهمن ۱۴۰۲ پس از بستری شدن در بیمارستان که گفته می‌شود به دلیل قند خون بالا بوده است، به‌طور غیرمنتظره‌ای درگذشت. عرفان در زمان مرگ ۲۸ ساله بود.

### سپهر اعظمی
سپهر اعظمی در زمان آسیب دیدگی ۲۳ ساله بود. اعظمی در ۱۲ آبان ۱۴۰۱ (مراسم چهلمین روز بزرگداشت درگذشت معترض جوان حدیث نجفی) در اعتراضات کرج شرکت داشت که چندین بار با تفنگ ساچمه‌ای به او شلیک شد. بیش از ۸۰ گلوله در داخل بدن او کشف شد که باعث آسیب‌های فاجعه‌باری از جمله به یکی از چشمان او شد. اعظمی ۳۳ روز در بیمارستان در حالت کما بود تا اینکه در ۱۵ آذر ۱۴۰۱ تسلیم جراحات خود شد.

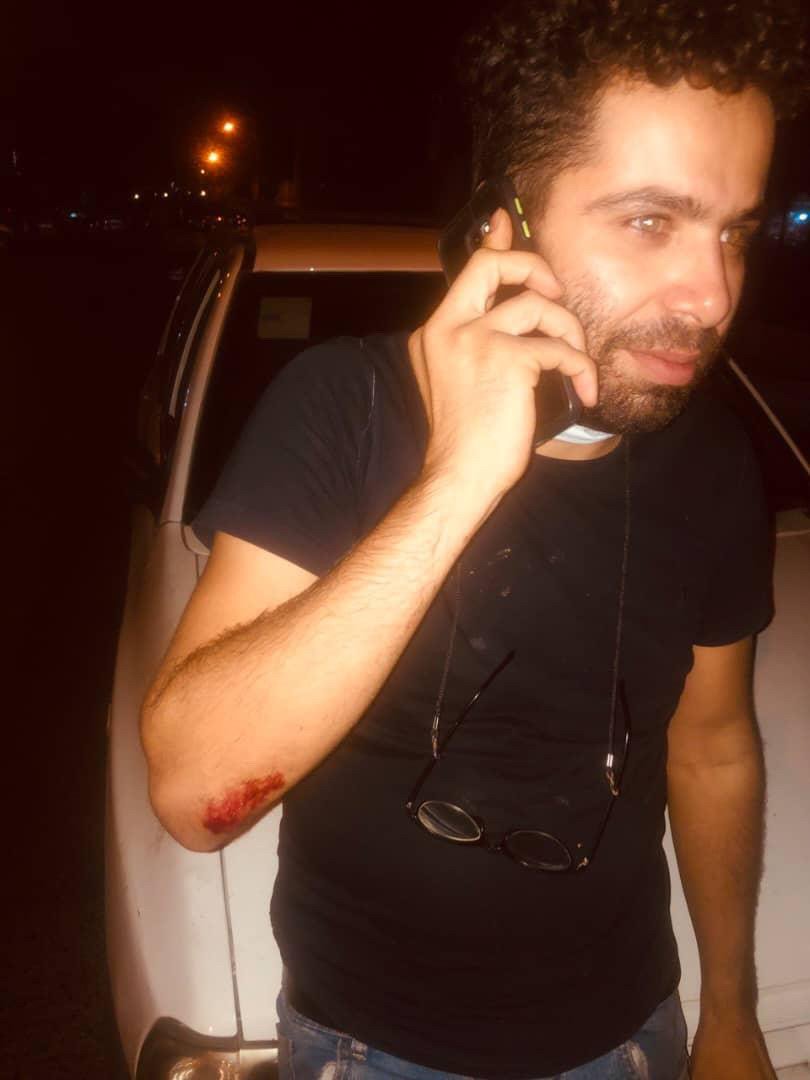

### محمد حسنزاده
محمد حسنزاده ۲۸ ساله در زمان آسیب دیدگی، حسنزاده در اوایل کار در زادگاهش بوکان به اعتراضات پیوست. یک بار که برای اعتراض رفت با یک تفنگ پینت بال به او شلیک شد، او همچنان به خیابان‌ها می‌رفت، دفعه بعد با یک تفنگ ساچمه‌ای به او شلیک شد و یک ساچمه در چشم چپ او کاشته شد که باعث آسیب جدی شد. حسنزاده پس از اینکه از چندین بیمارستان در زادگاهش و در شهر تبریز برگردانده شد، مجبور شد برای درمان به تهران سفر کند. حسنزاده پس از بازگشت به بوکان تا ۲۵ آبان ۱۴۰۱ که به شدت مجروح شد، به شرکت در اعتراضات ادامه داد.

### سید جواد موسوی
سید جواد موسوی، پدر، ۳۹ ساله بود که مستقیماً به صورتش شلیک شد و به هر دو چشمش آسیب وارد شد. در ۲۶ آبان ۱۴۰۱ موسوی در اعتراضی در اصفهان شرکت کرده بود که مجروح شد. پس از تیراندازی، او از گروهش جدا شد و شاهدان می‌گویند که توسط مأموران امنیتی برده شده است. بعداً جسد بی‌جان او در حالی پیدا شد که بانداژی موقت هر دو چشمش را پوشانده بود. او همسر و دو فرزند خردسالش را پشت سر گذاشت.

## مطالعات موردی
یک گزارش ویژه توسط سایت خبری روزنامه‌نگاری شهروندی IranWire چندین مطالعه موردی از افرادی را که دچار آسیب‌های چشمی شده بودند، برجسته کرد. لیست منتشر شده توسط IHRNGO گزارش‌های IranWire را تأیید می‌کند. مطالعات موردی دقیق شامل اطلاعات مربوط به سلاح‌های مورد استفاده، موقعیت جغرافیایی و سن مجروحان، ماهیت سیستماتیک این آسیب‌ها را نشان می‌دهد و احتمال آسیب‌های چشمی تصادفی در اعتراضات را رد می‌کند.

### آسیب به هر دو چشم

#### پارسا قبادی
پارسا قبادی که هنگام مصدومیت ۱۸ ساله بود. قبادی در ۳۰ آبان ۱۴۰۱ در زادگاهش کرمانشاه در حال شرکت در تظاهرات بود که مورد اصابت گلوله ساچمه ای قرار گرفت این امر باعث آسیب به هر دو چشم او شد. قبادی پس از این اتفاق بازداشت شد و از دسترسی به درمان پزشکی محروم شد. قبادی خودش در مورد شکنجه‌هایی که در زمان بازداشت در معرض آن قرار گرفته صحبت کرده است. از زمان حادثه قبادی و خانواده‌اش تحت فشار شدید قرار گرفتند و قبادی با وجود شرایط آسیب پذیرش بارها بازداشت شده است. قبادی پس از چندین عمل جراحی توانست ۴۰ درصد بینایی چشم راست خود را بازیابی کند.

#### متین منانی

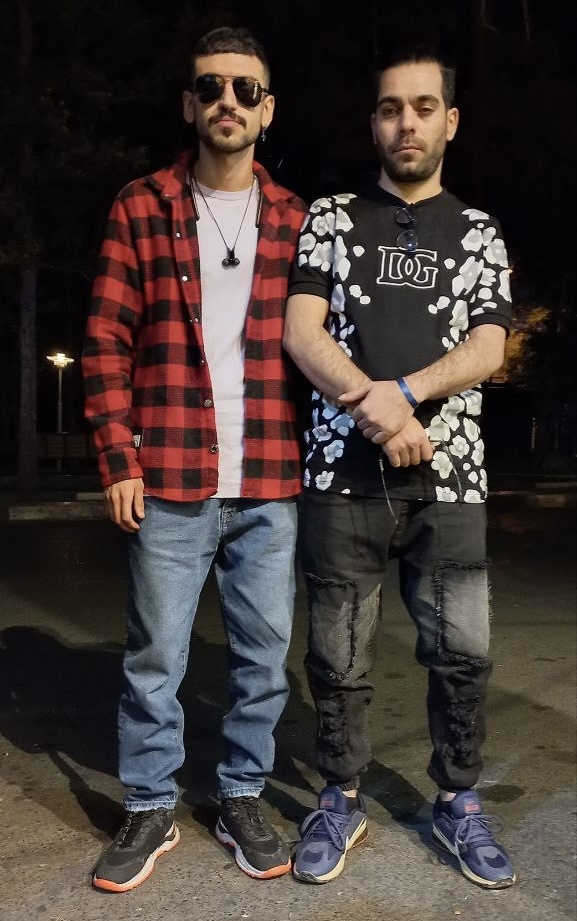
از چپ به راست متین منانی و علی طاحونه

متین منانی (سید متین منانی)، دانشجویی است که هنگام مجروحیت ۲۵ ساله بود. منانی در ۲۹ شهریور ۱۴۰۱ در تظاهرات شهر ساری شرکت کرده بود که با شلیک چندین گلوله‌ای ساچمه ای که منجر به آسیب‌های جبران‌ناپذیری به هر دو چشم او شد و او را کاملاً نابینا کرد، و در آن تظاهرات چندین بار به او شلیک کردن.

#### حسین نادر بیگی
حسین نادر بیگی کارگری است که در زمان مجروحیتش ۲۲ساله بود. نادر بیگی اطلاعی از تظاهرات نداشت و در آن شرکت نکرده بود که مورد اصابت گلوله ساچمه ای قرار گرفت. در ۱۲ آبان ۱۴۰۱ در زادگاهش در کرج از محل تظاهرات در حال عبور بود. این تظاهرات به دلیل مراسم بزرگداشت چهلم حدیث نجفی بود. نادر بیگی بی اطلاع از وجود این تظاهرات وارد جمعیت شد و گرفتار شد و یک مأمور بسیجی موتور سوار او را هدف گرفت و چندین بار با اسلحه وینچستر گلوله ساچمه ای به او شلیک کرد. نادربیگی آسیب قابل توجه و جبران ناپذیری به هر دو چشم او وارد کردند که منجر به نابینایی دائمی شد.

#### محمد پارسا صحت
محمد پارسا صحت آرایشگری بود که در زمان مجروحیت ۲۲ ساله بود. صحت یکی از اولین موارد ثبت شده آسیب چشم است، او در نزدیکی سالن محل کارش در زادگاه مهسا «ژینا» امینی بود و فقط تنها یک روز پس از مرگ مهسا امینی گذشته بود که در سقز در ۲۶ شهریور ماه ۱۴۰۱ مورد اصابت گلوله ساچمه ای قرار گرفت. صحت آسیب قابل توجهی به هر دو چشم او وارد کردن، به طوری که یک چشم دید قابل استفاده نداشت، و دیگری قادر بود تا فاصله دو متری را ببیند.

#### علی طاحونه
علی طاحونه مکانیکی بود که در زمان مجروحیت ۳۴ ساله بود. طاحونه در تاریخ ۳۱ شهریور ۱۴۰۱ در یک تظاهرات در کرج شرکت می‌کرد که پس از مشاهده لیزر سبز رنگی که به صورتش نشانه رفته بود، مورد اصابت گلوله اسلحه ساچمه ای قرار گرفت. طاحونه به هر دو چشمش شلیک شد و آسیب دید، پس از چندین عمل جراحی او می‌تواند به اندازه کافی از چشم چپ خود استفاده کند تا بتواند با تلفن همراه خود کار کند و به‌طور مستقل به اطراف بچرخد.
| نام | سن*      | تاریخ          | شهر / استان | سلاح**                 |
| --- | -------- | -------------- | ----------- | ---------------------- |
| حمید پارسا | ناشناخته | ۳۰ شهریور ۱۴۰۱ | تهران       | وینچستر گلوله ساچمه ای |
| سهیل | ۲۹       | ۲۴ آبان ۱۴۰۱   | شیراز       | وینچستر گلوله ساچمه ای |
| کارو فیضی | ۲۰       | ۲۴ آبان ۱۴۰۱   | بوکان       | وینچستر گلوله ساچمه ای |
| فیروز می‌رانی | ۲۹       | ۸ آذر ۱۴۰۱     | پاوه        | وینچستر گلوله ساچمه ای |
| محمد صفیاری | ناشناخته | ۲۸ آبان ۱۴۰۱   | تهران       | وینچستر گلوله ساچمه ای |
| فریده صلواتی پور | ~ ۴۰     | ۲۵ آبان ۱۴۰۱   | سنندج       | وینچستر گلوله ساچمه ای |
| *سن در زمان آسیب دیدگی **اطلاعات از گزارش IHRNGO اعتراضات ایران در سال ۱۴۰۱: زنان معترض به عمد و سیستماتیک هدف قرار می‌گیرند. |          |                |             |                        |

### آسیب به یک چشم

#### حسین عابدینی
حسین عابدینی مانکنی که در زمان مجروحیت ۲۰ ساله بود. عابدینی در تظاهرات ۳۰ شهریور ۱۴۰۱ در تهران شرکت کرده بود که با شلیک گلوله ای ساچمه ای مورد اصابت گلوله قرار گرفت که باعث آسیب دائمی به چشم چپش شد.

#### نیلوفر آقایی
نیلوفر آقایی پزشک ماما که در ۳۱ سالگی مجروح شد، در روز ۴ آبان ۱۴۰۱ (چهلمین روز پس از درگذشت مهسا ژینا امینی) در تظاهرات شرکت می‌کرد با سایر کادر پزشکی خارج از شورای پزشکی در تهران. آقایی با اسلحه پینت بال از ناحیه چشم چپ مورد اصابت قرار گرفت. پزشکان نتوانستند بینای او را نجات دهند.

#### آرتین احمدی
آرتین احمدی یک تتو آرتیست که در زمان مجروحیت ۱۸ ساله بود. احمدی در ۲۶ آبان ۱۴۰۱ در زادگاهش سنندج در حال شرکت در تظاهرات بود که با شلیک گلوله ساچمه ای متعدد مورد اصابت گلوله قرار گرفت. احمدی بیش از ۶۰ گلوله در بدنش باقی ماند که یکی از آنها باعث آسیب دائمی به چشم چپش آورد.

#### یاسر الوندیانی
یاسر الوندیانی پدر و هنرمند و ورزشکار است که در زمان مجروحیتش ۳۴ ساله بود. الوندیانی در حال شرکت در تظاهرات در زادگاهش همدان بود که در ۲۹ شهریور ۱۴۰۱ نیروهای امنیتی شروع به تیراندازی به سمت جمعیت کردند. او مجبور شد به کوچه ای پناه ببرد که توسط سه پلیس در گوشه ای محاصره شد و چندین بار با اسلحه ساچمه ای به او شلیک کردن و صدمات جبران ناپذیری به چشم چپش وارد کردن.

#### راحله امیری
راحله امیری روان‌شناسی است که در زمان مجروحیت ۲۹ ساله بود. امیری در ۲۴ آبان ۱۴۰۱ در شهر زادگاهش کرمان در تظاهراتی شرکت کرده بود که مورد اصابت گلوله‌های ساچمه ای قرار گرفت و به چشمش شلیک شد آسیب‌های جبران ناپذیری به چشم راستش وارد شد.

#### حسین اشتری
حسین اشتری هنرمند خالکوبی کار که در زمان مجروحیت ۲۲ ساله بود. اشتری در تاریخ ۱۷ مهر ۱۴۰۱ در اعتراض دانشجوها در کرج شرکت کرده بود که با اسلحه پینت بال به چشم چپش اصابت کرد و ضربه قابل توجهی به چشم چپ وارد کردن.

#### هلیا بابایی
هلیا بابایی دختری که ۱۶ ساله بود. بابایی به همراه پدرش در تاریخ ۴ آبان ۱۴۰۱ که مصادف با (مراسم چهلمین روز پس از درگذشت مهسا «ژینا» امینی) در داخل یک مرکز خرید در شهر اصفهان گیر افتاده بودند که پلیس ضد شورش ورودی‌های درب آن مرکز خرید را بسته بودن و بابایی مورد اصابت گلوله ای ساچمه ای قرار گرفت و آسیب‌های جبران ناپذیری به چشم راستش وارد شد.

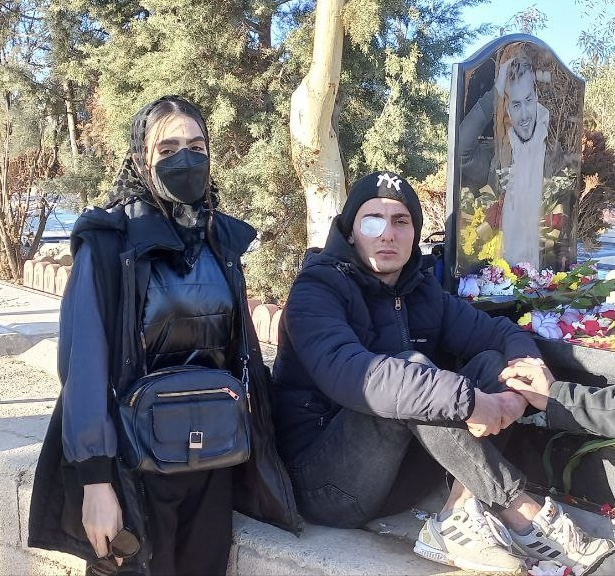
از چپ به راست کیمیا زند و علی زارع بر مزارع حمید رضا روحی

#### علی دلپسند
علی دلپسند پدری که در زمان مجروحیت ۴۳ ساله بود. در شب ۲۴ آبان ۱۴۰۱، دلپسند و خانواده‌اش در ماشین بوق می‌زدند و در حمایت از معترضان در زادگاهشان رشت که با تفنگ گلوله‌ای، ساچمه ای به چشمش شلیک شد و آسیب‌های جبران‌ناپذیری به چشم راستش وارد کردند.

#### کوثر افتخاری
کوثر افتخاری بازیگر تئاتری که در زمان مجروحیت ۲۲ ساله بود. افتخاری در روز۲۰ مهر ۱۴۰۱ در تهران در حال شرکت در تظاهرات بود که با شلیک گلوله ای پینت بال به چشم راستش آسیب جبران ناپذیری به او وارد کردن.

#### بنیتا کیانی فلاورجانی
بنیتا کیانی فلاورجانی پنج ساله در زمان مجروحیت. بنیتا در ۲۴ آبان ۱۴۰۱ در حال بازی در بالکن خانه پدربزرگ و مادربزرگش در اصفهان بود که با گلوله‌های ساچمه ای شلیک کردن و به چشم او برخورد کرد و دید چشم راستش را از دست داد.

#### محمد فرضی
محمد فرضی هنرمندی که با شخصیت جوکر تهران شناخته می‌شود، در زمان مجروحیت ۳۲ ساله بود. فرضی در ۳۱ شهریور ۱۴۰۱ در تظاهرات تهران شرکت می‌کرد که پس از تلاش برای نجات زنی که توسط مأموران امنیتی کشیده می‌شد، با اسلحه گلوله ای ساچمه ای مورد اصابت گلوله قرار گرفت. یک گلوله در داخل چشم راست فرضی نشست و باعث آسیب قابل توجهی شد.

#### حمید قاسمپور فارسانی
حمید قاسمپور فارسانی، مغازه‌دار، در زمان مجروحیت ۳۷ ساله بود. در اردیبهشت ۱۴۰۱ او در اعتراض به شرایط بد زندگی در زادگاهش فارسان در اعتراضات شرکت کرده بود که از فاصله نزدیک با تفنگ ساچمه‌ای به او شلیک شد. فارسانی ۲۳ ساچمه در سرش و آسیب جبران‌ناپذیری به چشم راستش باقی مانده است. در ابتدا به اشتباه در رسانه‌های خبری محلی گزارش شد که فارسانی کشته شده است.

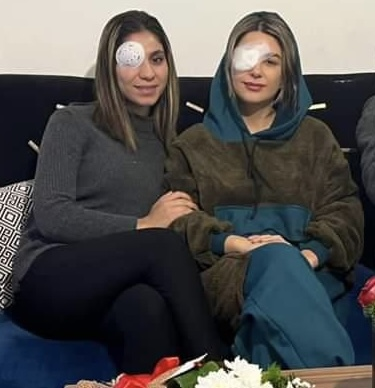
از چپ به راست کوثر افتخاری و الهه توکلیان

#### محسن کفشگر
محسن کفشگر فعال حقوق کودکان بود که در زمان مجروحیت ۳۱ ساله بود.کفشگر در ۲۶ آبان ۱۴۰۱ در زادگاهش آمل با شلیک گلوله ای ساچمه ای به صورت مستقیم مورد اصابت گلوله قرار گرفت و باعث از دست دادن بینایی چشم چپش شد.

#### مجید خادمی
مجید خادمی دانشجوی پزشکی که در مراسم چهلمین روز بزرگداشت جان باختن جوان معترض حدیث نجفی در ۱۲ آبان ۱۴۰۱ در کرج شرکت کرده بود که با شلیک گلوله ساچمه ای به چشم چپ وی آسیب‌های جبران ناپذیری وارد کردن.

#### حمیدرضا خواجه پور
حمیدرضا خواجه پور طراح داخلی ساختمان است ودر زمان مجروحیت ۲۴ ساله بود. خواجه پور در تجمع اعتراضی در کرمان در ۲۴ آبان ۱۴۰۱ با شلیک گلوله‌های متعدد مورد اصابت گلوله قرار گرفت که گلوله ای به چشم راست وی آسیب جبران ناپذیری وارد کرد.

#### مهبانو خشنودی
مهبانو خشنودی (کوثر خشنودی کیا)، کماندار حرفه ای که در زمان مصدومیت ۲۷ ساله بود. خشنودی در تاریخ ۱۸ آذر ۱۴۰۱ به همراه پدرش در شهر کرمانشاه در یک تظاهرات شرکت کرده بود که با شلیک گلوله ای ساچمه ای به چشم چپ وی آسیب‌های جبران ناپذیری وارد کرد.

#### نچیروان معروفی
نچیروان معروفی سرباز وظیفه در مرخصی بود که در زمان مجروحیت ۱۸ ساله بود. نچیروان در ۲۶ شهریور ۱۴۰۱ در شهر سقززادگاه مهسا «ژینا» امینی بود که مورد اصابت گلوله ای ساچمه ای قرار گرفت و آسیب‌های جبران‌ناپذیری به چشم راست وی وارد شد.

#### علی محمدی
علی محمدی آرایشگری که در هنگام مجروحیت ۲۲ ساله بود. محمدی در تظاهرات ۳۰ شهریور ۱۴۰۱ در همدان شرکت می‌کرد که با شلیک گلوله ای ساچمه ای به چشم چپش آسیب جبران ناپذیری وارد کردن.

#### ضحا موسوی
ضحا موسوی آرایشگری که در هنگام مجروحیت ۲۵ ساله بود. موسوی در تاریخ ۹ مهر ۱۴۰۱ در اصفهان در تظاهرات شرکت می‌کرد که با شلیک اس با اسلحه پینت بال مورد اصابت گلوله قرار گرفت که منجر به از دست دادن بینایی در چشم چپش شد.

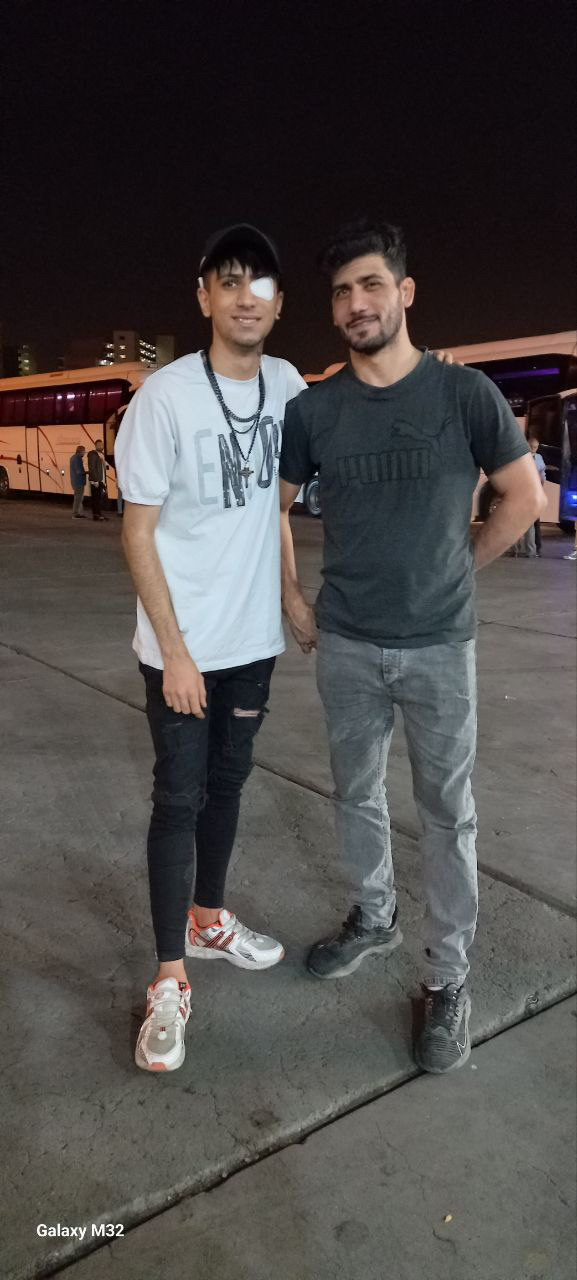
از سمت چپ به راست آرتین احمدی و یاسر الوندیانی

#### سامان پوریغما
سامان پوریغما که شغل آن مشاور صادرات محصولات بود که در زمان مجروحیتش ۳۰ ساله بود. پوریغما در خیابان ولیعصر واقع در شهر تهران بر روی وسیله نقلیه موتور خود نشسته بود که مورد اصابت گلوله پینت بال به‌طور مستقیم به چشمش قرار گرفت که از سوی مأموران شلیک شد و باعث از دست دادن بینایی چشم چپش شد.

#### غزل رنجکش
غزل رنجکش (محدثه رنجکش)، دانشجوی حقوقی که در زمان مجروحیت ۲۱ ساله بود. رنجکش در ۲۴ آبان ۱۴۰۱ در یک تظاهرات در زادگاهش بندرعباس شرکت می‌کرد که با گلوله ای ساچمه ای از نزدیک مورد اصابت گلوله قرار گرفت. آسیب به چشم او گسترده بود و پزشکان او نتوانستند آن را نجات دهند. چشم راستش تخلیه شده بود.

#### فرید رشیدی
فرید رشیدی آرایشگری که در زمان مجروحیت ۳۰ ساله بود. رشیدی در ۲۴ آبان ۱۴۰۱ در تظاهراتی در بندرعباس شرکت کرده بود که مورد اصابت گلوله ای ساچمه ای قرار گرفت. چهار گلوله وارد چشم چپ او شد که باعث آسیب جبران ناپذیر شد.

#### مرسده شاهین‌کار
مرسده شاهین‌کار مادر و مربی ورزشی شخصی (personal trainer)، در زمان مجروحیت ۳۸ ساله بود. شاهین کار در ۲۳ مهر ۱۴۰۱ به همراه مادرش در تظاهراتی در تهران شرکت کرده بود که با اسلحه پینت بال مورد اصابت گلوله قرار گرفت و آسیب جبران ناپذیری به چشم راستش وارد کردند.

#### صادق صوفی
صادق صوفی مربی ورزشی شخصی (personal trainer)، در زمان مجروحیت ۲۷ ساله بود. صوفی در روز ۴ آبان ۱۴۰۱ (مراسم چهلمین روز پس از درگذشت مهسا «ژینا» امینی) در بوکان شرکت کرده بود که مورد اصابت گلوله ای ساچمه ای قرار گرفت و آسیب جبران ناپذیری به چشم راست وی وارد شد.

#### الهه توکلیان
الهه توکلیان مادر دوقلو و دانشجوی پی اچ دی که در زمان مجروحیت ۳۴ ساله بود. توکلیان در تاریخ ۲۹ شهریور ۱۴۰۱ به همراه دوقلوهای ۱۰ ساله‌اش در مشهد در تظاهراتی بود که مورد اصابت گلوله ای ساچمه ای به صورتش قرار گرفت و آسیب‌های جبران‌ناپذیری به چشم راستش وارد کرد.

#### امیر ولایتی
امیر ولایتی آرایشگری که در زمان مجروحیت ۲۴ ساله بود. در ۲ مهر ۱۴۰۱، ولایتی در حال شرکت در تظاهرات در تهران بود که مورد اصابت گلوله ای ساچمه ای قرار گرفت و آسیب‌های جبران‌ناپذیری به چشم چپ وی وارد شد.

#### کیمیا زند
کیمیا زند، هنگام مجروحیت ۲۶ ساله بود. زند در روز ۴ آبان ۱۴۰۱ (چهلمین روز پس از درگذشت مهسا «ژینا» امینی) در تظاهراتی در تهران شرکت کرده بود که با گلوله پینت بال به چشم راستش اصابت کرد.
| نام (L) سمت چپ /(R) سمت راست                                                                                                 | سن*      | تاریخ               | شهر / استان              | سلاح**                          |
| --- | -------- | ------------------- | ------------------------ | ------------------------------- |
| بهمن (R) | ۲۱       | ۱۸ مهر ۱۴۰۱         | مهاباد                   | وینچستر گلوله ساچمه ای          |
| دانیال (L) | ۴۸       | آذر ۱۴۰۱            | تهران                    | شی ناشناس شیشه ای ماشین را شکست |
| الهام (L) | ۳۵       | ۲۰ آبان ۱۴۰۱        | هرمزگان                  | وینچستر گلوله ساچمه ای          |
| ایمان (L) | ۳۴       | اوایل آبان ماه ۱۴۰۱ | لرستان                   | وینچستر گلوله ساچمه ای          |
| محمدرضا (R) | ۳۰       | ۲۶ آبان ۱۴۰۱        | اصفهان                   | وینچستر گلوله ساچمه ای          |
| مصطفی (L) | ۳۱       | اوایل آبان ماه ۱۴۰۱ | استان چهارمحال و بختیاری | وینچستر گلوله ساچمه ای          |
| مستانه (L) | ۲۳       | ناشناخته            | پیرانشهر                 | وینچستر گلوله ساچمه ای          |
| نازنین (L) | ۱۶       | ۲۴ آبان ۱۴۰۱        | بندرعباس                 | وینچستر گلوله ساچمه ای          |
| سارا (L) | ۲۱       | ۱۲ آبان ۱۴۰۱        | کرج                      | وینچستر گلوله ساچمه ای          |
| زارا (R) | ۱۸       | ۳۱ شهریور ۱۴۰۱      | تهران                    | گلوله گاز اشک‌آور                |
| وحید عباسی پیانی (سمت ناشناخته)                                                                                              | ۲۸       | ۲۴ آبان ۱۴۰۱        | ایذه                     | وینچستر گلوله ساچمه ای          |
| ایوب عبداللهی (R) | ۲۳       | ۱۹ مهر ۱۴۰۱         | سقز                      | وینچستر گلوله ساچمه ای          |
| نعمت افشار (L) | ۳۶       | ۲۹ شهریور ۱۴۰۱      | قزوین                    | وینچستر گلوله ساچمه ای          |
| مریم بابایی (L) | ناشناخته | ۲ مهر ۱۴۰۱          | تهران                    | وینچستر گلوله ساچمه ای          |
| حسین باقرپور (R) | ۲۴       | ۲۴ آبان ۱۴۰۱        | کرمان                    | گلوله ای پینت بال               |
| متین چکاو (R) | ۱۸       | ۲۰ مهر ۱۴۰۱         | آبادان                   | وینچستر گلوله ساچمه ای          |
| حامد داودی (R) | ۳۰       | ۴ آبان ۱۴۰۱         | اصفهان                   | وینچستر گلوله ساچمه ای          |
| میثم دهقانی (R) | ۲۸       | ۲۴ آبان ۱۴۰۱        | بندرعباس                 | وینچستر گلوله ساچمه ای          |
| کیان درخشان (R) | ۲۲       | ۲۶ شهریور ۱۴۰۱      | سقز                      | وینچستر گلوله ساچمه ای          |
| رضا عزتی (R) | ۴۷       | ۱۲ آبان ۱۴۰۱        | کرج                      | وینچستر گلوله ساچمه ای          |
| مجتبی فدایی (L) | ناشناخته | ۲ مهر ۱۴۰۱          | جونقان                   | وینچستر گلوله ساچمه ای          |
| مانی حاجی حسن (R) | ۱۶       | ۸ دی ۱۴۰۱           | تهران                    | گلوله گاز اشک‌آور                |
| سامان همتی (R) | ۲۲       | ۲۷ آبان ۱۴۰۱        | آبادان                   | وینچستر گلوله ساچمه ای          |
| احمد نعیم هیرمندزاد (L) | ۵۹       | ۱۷ مهر ۱۴۰۱         | هیرمند                   | به وسیله پنجه بوکس              |
| سمانه حسینی (R) | ۲۵       | ۲۵ آبان ۱۴۰۱        | تهران                    | گلوله ای پینت بال               |
| بهروز حسینی (L) | ۲۱       | ۲۴ آبان ۱۴۰۱        | اصفهان                   | وینچستر گلوله ساچمه ای          |
| سید محمد حسینی پاییز (R) | ناشناخته | ۲۷ آبان ۱۴۰۱        | ناشناخته                 | وینچستر گلوله ساچمه ای          |
| حسین حسین پور (R) | ۲۵       | ۲۶ آبان ۱۴۰۱        | مهاباد                   | وینچستر گلوله ساچمه ای          |
| پرویز جوانی (L) | ۲۷       | ۲۰ مهر ۱۴۰۱         | کرمانشاه                 | وینچستر گلوله ساچمه ای          |
| عسل جزیده (L) | ۱۷       | ۹ مهر ۱۴۰۱          | رشت                      | وینچستر گلوله ساچمه ای          |
| علی خالقی (L) | ۲۴       | ۲۳ مهر ۱۴۰۱         | کرمان                    | گلوله ای پینت بال               |
| سپهر خالقی (R) | ۲۸       | ۲۴ آبان ۱۴۰۱        | تهران                    | گلوله گاز اشک‌آور                |
| نیما خوجمعلی (L) | ۲۰       | ۲۹ شهریور ۱۴۰۱      | گنبد کاووس               | وینچستر گلوله ساچمه ای          |
| عباس علی مقبون (R) | ۴۹       | ۲۹ شهریور ۱۴۰۱      | کیش                      | وینچستر گلوله ساچمه ای          |
| مهدی «متی» میقانی (R) | ۱۹       | ۲۹ شهریور ۱۴۰۱      | اراک                     | وینچستر گلوله ساچمه ای          |
| شاهین میلان (L) | ۲۲       | ۲۸ آبان ۱۴۰۱        | خوی                      | وینچستر گلوله ساچمه ای          |
| حامد علی محمدی (R) | ۳۷       | ۳۱ شهریور ۱۴۰۱      | کرج                      | وینچستر گلوله ساچمه ای          |
| زیبا مصطفی زاده (L) | ۳۵       | ۱۲ آبان ۱۴۰۱        | هشتگرد                   | وینچستر گلوله ساچمه ای          |
| مصطفی مطلبی (L) | ۳۴       | ۲۴ آبان ۱۴۰۱        | تهران                    | وینچستر گلوله ساچمه ای          |
| هیرش نقشبندی (L) | ناشناخته | ۳۱ شهریور ۱۴۰۱      | سنندج                    | وینچستر گلوله ساچمه ای          |
| حسین نوری نیکو (L) | ۲۵       | ۲۹ شهریور ۱۴۰۱      | تهران                    | وینچستر گلوله ساچمه ای          |
| حمیدرضا پناهی (L) | ۲۷       | ۲۴ آبان ۱۴۰۱        | تهران                    | وینچستر گلوله ساچمه ای          |
| کمال پیشوند (L) | ۴۱       | ۲۰ مهر ۱۴۰۱         | مهاباد                   | وینچستر گلوله ساچمه ای          |
| احمد پیرحقیر (R) | ۲۶       | ۲۰ مهر ۱۴۰۱         | سقز                      | وینچستر گلوله ساچمه ای          |
| کیارش پور رسول (L) | ۲۷       | ۷ آبان ۱۴۰۱         | لشت نشا                  | وینچستر گلوله ساچمه ای          |
| مسعود رحیم پور (R) | ۳۳       | ۲۸ شهریور ۱۴۰۱      | سقز                      | وینچستر گلوله ساچمه ای          |
| سجد رحمتی پور (L) | ۲۵       | ۲۵ مهر ۱۴۰۱         | آبدانان                  | وینچستر گلوله ساچمه ای          |
| عرفان رمیزی پور (R) | ۱۹       | ۲۴ آبان ۱۴۰۱        | بندرعباس                 | وینچستر گلوله ساچمه ای          |
| علی محمد رضایی (L) | ۶۰       | ۲۷ آبان ۱۴۰۱        | آبدانان                  | وینچستر گلوله ساچمه ای          |
| یونس ریگی (R) | ۲۶       | ۲۲ مهر ۱۴۰۱         | زاهدان                   | وینچستر گلوله ساچمه ای          |
| واحد روزنورد (L) | ۲۱       | ۲۰ مهر ۱۴۰۱         | مهاباد                   | وینچستر گلوله ساچمه ای          |
| میلاد صفری (L) | ۳۵       | ۳۱ شهریور ۱۴۰۱      | کرج                      | وینچستر گلوله ساچمه ای          |
| آروین سلیمی (L) | ۲۲       | ۵ آبان ۱۴۰۱         | دهگلان                   | وینچستر گلوله ساچمه ای          |
| حسین شاهی (R) | ۲۴       | ۴ آبان ۱۴۰۱         | تهران                    | گلوله ای پینت بال               |
| عرفان شکوری (R) | ۱۳       | ۳۰ شهریور ۱۴۰۱      | رضوانشهر                 | وینچستر گلوله ساچمه ای          |
| زانیار تندرو (R) | ۱۷       | ۵ آبان ۱۴۰۱         | پیرانشهر                 | وینچستر گلوله ساچمه ای          |
| محمد وکیلی (R) | ۳۱       | ۳۰ شهریور ۱۴۰۱      | همدان                    | وینچستر گلوله ساچمه ای          |
| سالار وطن‌خواه (R) | ۲۳       | ۲۴ آبان ۱۴۰۱        | کرج                      | وینچستر گلوله ساچمه ای          |
| علی زارعی (R) | ۲۳       | ۱۵ مهر ۱۴۰۱         | تهران                    | وینچستر گلوله ساچمه ای          |
| *سن در زمان آسیب دیدگی **اطلاعات از گزارش IHRNGO اعتراضات ایران در سال ۱۴۰۱: زنان معترض به عمد و سیستماتیک هدف قرار می‌گیرند. |          |                     |                          |                                 |

## جنبش چشم برای آزادی

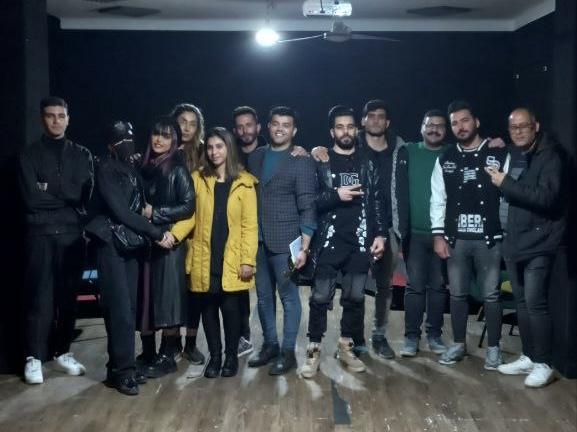

جنبش «چشم برای آزادی» در پی اعتراضات «زن، زندگی، آزادی» در ایران شکل گرفت. این جنبش از طریق کنشگری افرادی که در نتیجه شرکت در اعتراضات یا حضور در نزدیکی آنها دچار آسیب‌های جدی چشمی شده بودند، شکل گرفت. هدف ایجاد یک شبکه حمایتی و افزایش آگاهی مردم بود که اکنون با ناتوانی مادام‌العمر مواجه شده‌اند.
در ۱۹ اکتبر ۲۰۲۲، مرصده شاهین‌کار تصاویری از چشم مجروح خود را از طریق پلتفرم رسانه اجتماعی اینستاگرام به اشتراک گذاشت. او تنها چهار روز قبل در یک اعتراض با تفنگ پینت‌بال مورد اصابت گلوله قرار گرفته بود. یک ماه بعد، مردی که با نام مستعار سامان شناخته می‌شود، پس از اینکه در یک تظاهرات در ۲ اکتبر ۲۰۲۲ یک چشمش را از دست داد، کشور را ترک کرد. سامان پس از خروج از کشور، مصاحبه‌ای با نیویورک تایمز انجام داد که در ۱۹ نوامبر ۲۰۲۲ داستانی را منتشر کرد که توجه بین‌المللی را به عمل شلیک مستقیم به صورت معترضان جلب کرد. نیویورک تایمز همچنین اطلاعاتی را از پزشکان و مردم داخل ایران جمع‌آوری کرده بود که نشان می‌داد بیش از ۵۰۰ نفر دچار آسیب جدی به چشم خود شده‌اند.
چندین نفر دیگر مورد توجه جهانی قرار گرفتند، از جمله غزال رنجکش، دانشجوی حقوق ۲۱ ساله، که عکسی از خود را در شبکه‌های اجتماعی با این نقل قول منتشر کرد: «وقتی از فاصله دو متری به من شلیک کردی و لبخند زدی، آیا فکر می‌کردی که من زنده می‌مانم و به تو لبخند می‌زنم؟»، و نیلوفر آقایی، ماما ۳۲ ساله که در یک اعتراض با سایر کادر پزشکی مورد اصابت گلوله قرار گرفت. آنچه که به عنوان اشتراک‌گذاری عمومی داستان‌هایشان توسط افراد آغاز شد، منجر به تشکیل گروهی در داخل ایران از افراد دارای آسیب‌های چشمی شد که توسط شاهین‌کار به همراه محمد فرضی (معروف به جوکر تهران) رهبری می‌شد. که از طریق اینستاگرام با سایر معترضان مجروح تماس گرفت. تشکیل این گروه یک لحظه مهم بود و برای معترضانی که با اثرات جراحات خود دست و پنجه نرم می‌کردند، یک سیستم پشتیبانی بسیار مورد نیاز فراهم کرد. این گروه همچنین امکان معرفی کادر پزشکی و روانشناسانی را فراهم کرد که به‌طور ایمن برای معترضان مجروح خدمات ارائه می‌کردند. تعداد بی‌سابقه آسیب‌های چشمی در کشور به دلیل ماهیت سیستماتیک هدف قرار دادن چشم‌ها، منجر به کمبود عرضه داروهای حیاتی و در دسترس بودن نوبت‌های جراحی شده بود.

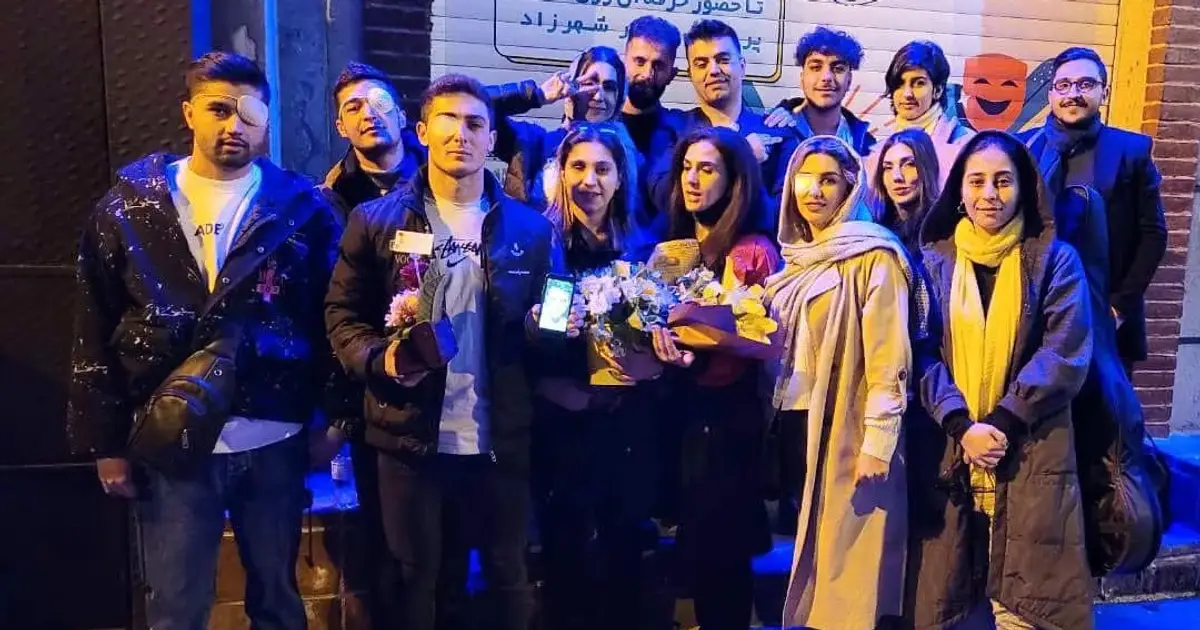

تشکیل گروهی در بین مجروحان باعث شد تا کانال‌هایی برای تهیه فوری تجهیزات پزشکی مورد نیاز در سراسر کشور یا از طریق ارتباطات خارج از کشور و همچنین همراهی یکدیگر و ارائه حمایت حیاتی برای اقدامات پزشکی و جراحی باز شود. این گروه توانست برای اقدامات پزشکی بودجه جمع‌آوری کند زیرا بسیاری از مجروحان قادر به بازگشت به کار نبودند. تشکیل این گروه هدف دیگری نیز داشت، متحد کردن داستان‌های فردی در تلاش برای جلب توجه جهانی به تعداد افراد آسیب دیده و زندگی آنها قبل و بعد از دست دادن چشم/چشم‌هایشان. این کنشگری و عضویت آشکار در این گروه بدون هزینه‌های شخصی زیادی برای معترضان مجروح نبود. فعالیت در اینستاگرام توسط رژیم رصد می‌شد و فعال‌ترین افراد و خانواده‌هایشان هدف تهدید و احضار و دستگیری‌های خودسرانه دادگاه قرار می‌گرفتند. امیر ولایتی به دلیل دستگیری و یک ماه حبس در زندان اوین نتوانست به درمان حیاتی برای چشم مجروح خود دسترسی پیدا کند. از زمان آزادی او پس از دستگیری در ماه می ۲۰۲۳، ولایتی همچنان با چالش‌های حقوقی مواجه بود و در فوریه ۲۰۲۴ دوباره دستگیر شد. ولایتی با اتهامات «شورش»، «فعالیت و اقدامات مؤثر برای پیشبرد اهداف گروه‌هایی که علیه حکومت اسلامی قیام مسلحانه به راه انداخته‌اند» و «اخلال در نظم عمومی» روبروست. به همین ترتیب، متین حسنی نیز احضار و به تبلیغ علیه دولت متهم شد. او به ۳۱ ماه زندان محکوم شده است. کوثر افتخاری که در صفحه اینستاگرام خود عکس‌هایی را در ملاء عام بدون حجاب اجباری منتشر کرده بود، به نزدیک به پنج سال زندان محکوم شد و مجبور به فرار از کشور شد.
علیرغم تهدیدات مداوم علیه امنیت آنها، این گروه به ایجاد و افزایش آگاهی ادامه داد. این گروه اجازه داد تا یک قدرت مشترک ایجاد شود و به جهان نشان دهد که زندگی و مبارزه آنها برای آزادی ادامه دارد. چشم برای آزادی به یک هشتگ و نمادی برای مقاومت کسانی تبدیل شد که چشمان خود را در راه رسیدن به ایرانی آزاد و زندگی عادی فدا کرده بودند.

## واکنش دولت، تبلیغات و واکنش عمومی جهانی

### پاسخ دولت
در اوج اعتراضات که برای اکثر آسیب دیدگان رخ داد واکنش دولت استفاده از آمبولانس‌ها برای انتقال مستقیم معترضان به بازداشتگاه‌ها به‌جای بیمارستان‌ها بوده است. همچنین، تهدید و دستگیری کادر پزشکان به دلیل ارائه کمک به معترضان آسیب دیده، و قرار دادن نگهبان در ورودی بیمارستان‌ها برای یادداشت اسامی افرادی که با آسیب‌های مربوط به اعتراضات و می خواستن وارد بیمارستان‌ها شوند. بسیاری مجبور به متوسل شدن به درمان‌های خانگی شدند و حتی پیگیر درمانگاه ایمن برای رسیدگی فوری به جراحات هم شدند به امید این که بعداً بتوانند به بیمارستان‌ها دسترسی پیدا کنند. آنها قادر به بیان علت واقعی آسیب شان در هیچ مکانی درمانگاه‌ها نبودند. سکوت آنها به دلیل ترس از وارد شدن به بیمارستان‌ها و بازداشت بود ترس از اینکه مسئولان بیمارستان‌ها نام و مشخصات و حتی خود آنها را تحویل به مقامات حکومتی بدهند. این امر به ویژه در مورد آسیب‌های چشمی که اغلب به مراقبت‌های فوری نیاز دارند تا حدی که بینایی حفظ شود، آسیب‌رسان بود.

### تبلیغات

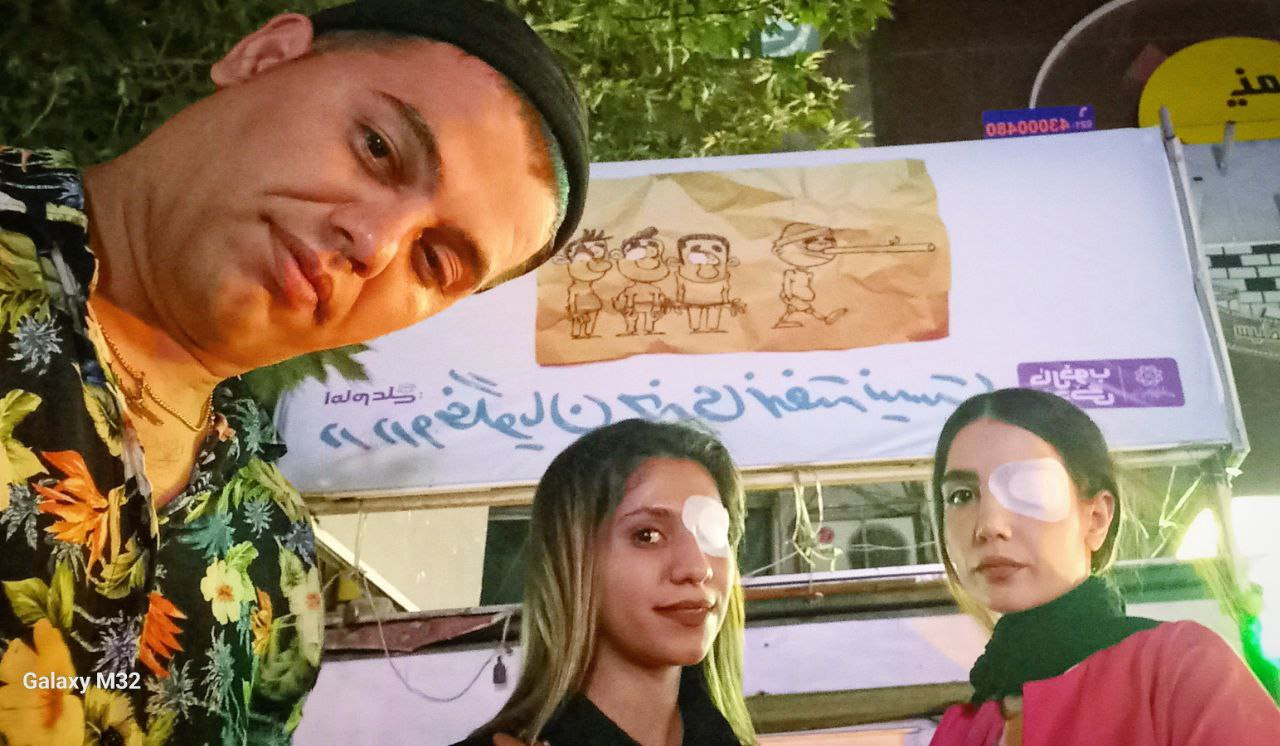

با رشد هشتگ چشم برای آزادی و جلب توجه جهانی به این گروه، دولت با تلاش برای بی‌اعتبار کردن معترضان مجروح دست به پاسخ گویی زد. در تهران، در ماه اردیبهشت ۱۴۰۲ بنرهایی با تصویری کارتونی از مردانی با پانسمان‌های چشمی، یکی با بینی بلند چوبی، نصب شد که اشاره‌ای به شخصیت خیالی پینوکیو است که وقتی دروغ می‌گوید، بینی چوبی‌اش رشد می‌کند. زیر این تصویر این عبارت بود: «در دروغگویان خیری نهفته نیست».

### واکنش عمومی جهانی
در ۱۹ فروردین ۱۴۰۲ آنجلینا جولی پستی در اینستاگرام خود با نشانه ای از همبستگی با کسانی که آسیب چشمی دیده بودند منتشر کرد و جملات و تصاویری از الهه توکلیان و زانیار تندرو را به اشتراک گذاشت. هنرمندان متعدد ایرانی در داخل و خارج از ایران ابراز همبستگی کردند. روزبه بمانی خواننده ترانه ای به نام «چشمات» در همبستگی با این جنبش موسیقی اش را منتشر کرد. در تظاهرات در سراسر جهان تظاهر کنندگان برای کمک به افزایش آگاهی در مورد این موضوع پانسمان چشمی بر چشمانشان زدن و عکس قربانیان را به نمایش گذاشتند.